# Tuamasaga

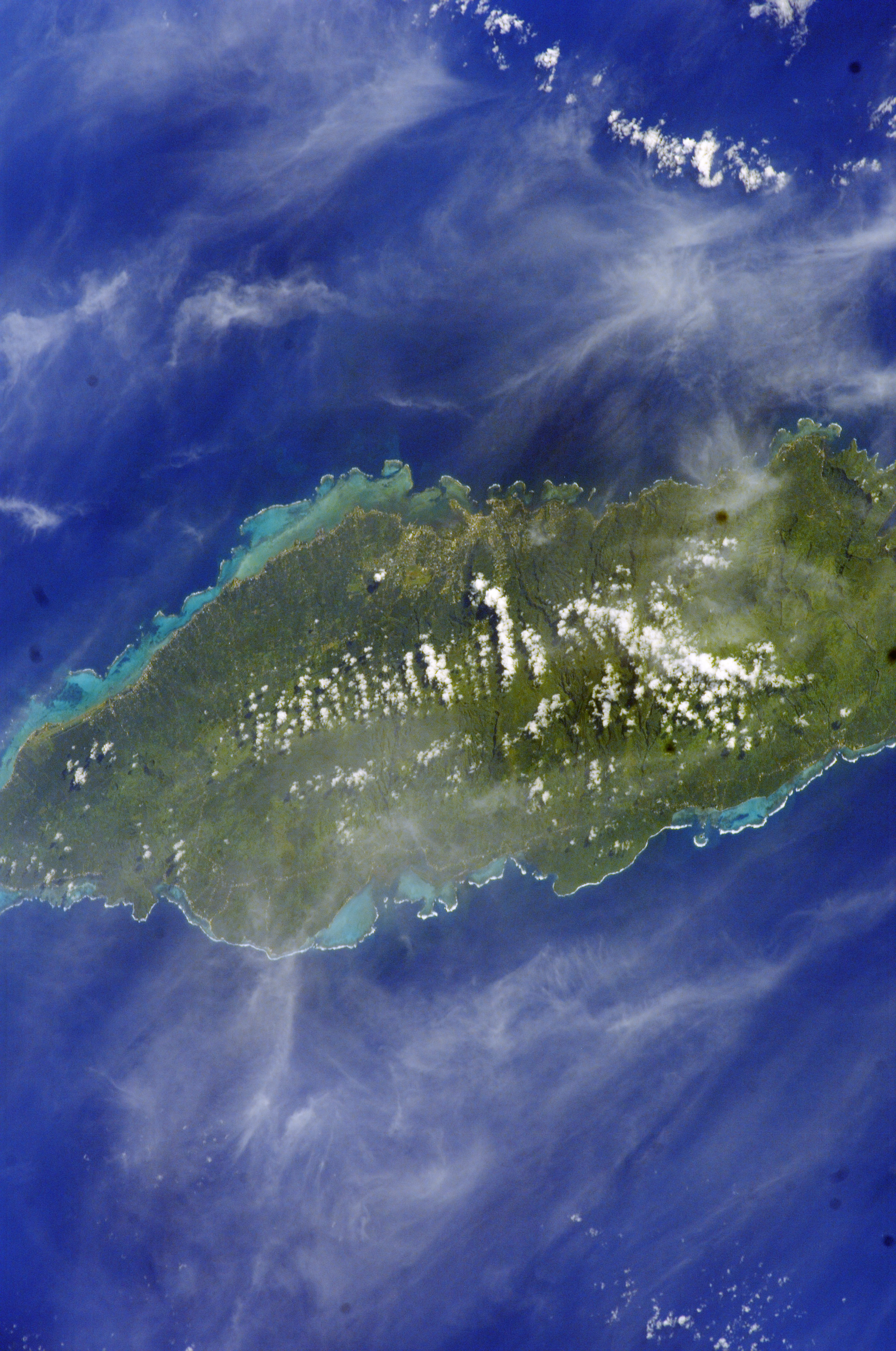
Satellitenaufnahme der Insel Upolu mit dem Bezirk Tuamasaga

Tuamasaga (Kürzel: TUA) liegt auf der Insel Upolu und ist mit einer Fläche von 479 km² und einer Einwohnerzahl von 89.582 (Stand: November 2011) der größte Bezirk (itūmālō) des Inselstaats Samoa. Die Bevölkerungsdichte beträgt 174 Einwohner/km².

## Geographische Lage
Tuamasaga liegt im westlichen Zentrum von Upolu und erstreckt sich von der Südküste bis zur Nordküste. Im Osten grenzt der Bezirk an Atua, im Westen an Aʻana, außerdem an zwei Exklaven von Gagaʻemauga und im Norden und Süden an den Pazifischen Ozean.

## Traditionelle Gliederung

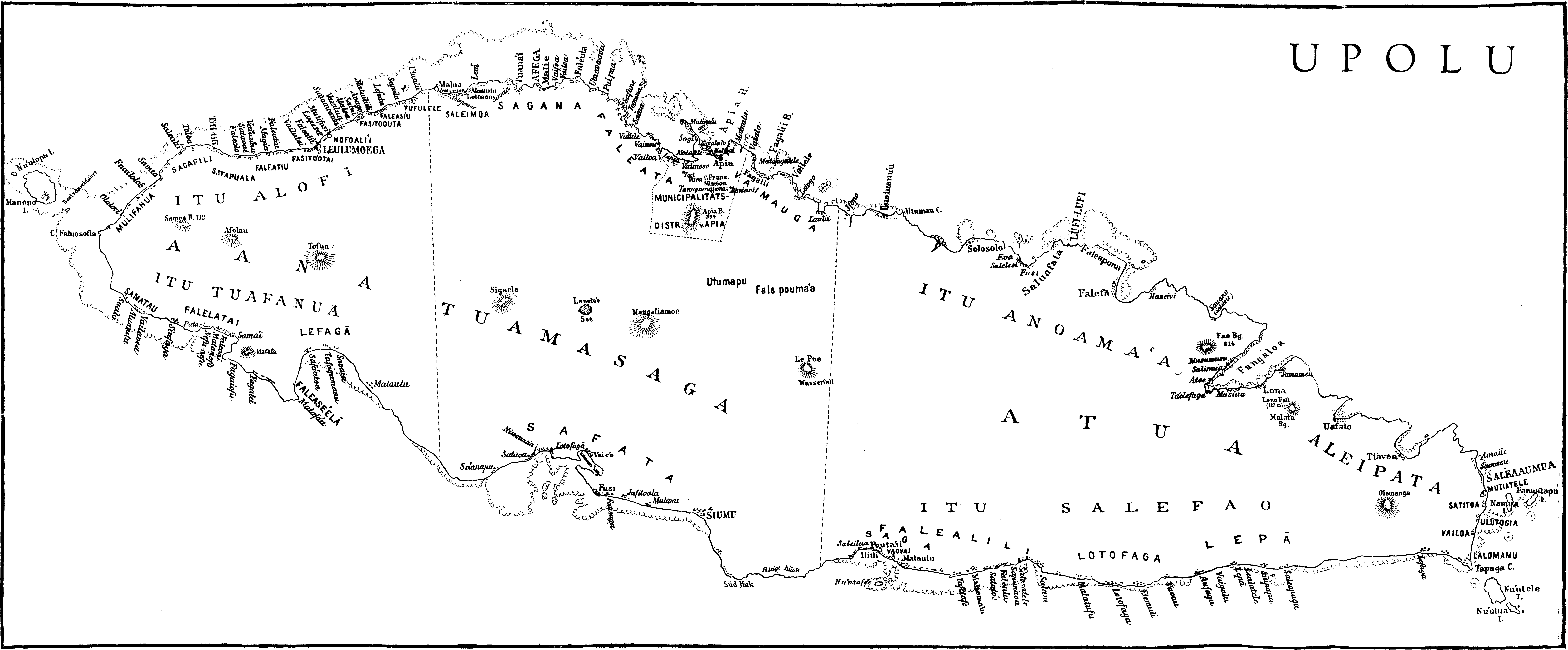
Tuamasaga auf der Karte von 1924

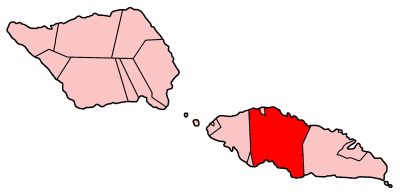
Lage von Tuamasaga in Samoa

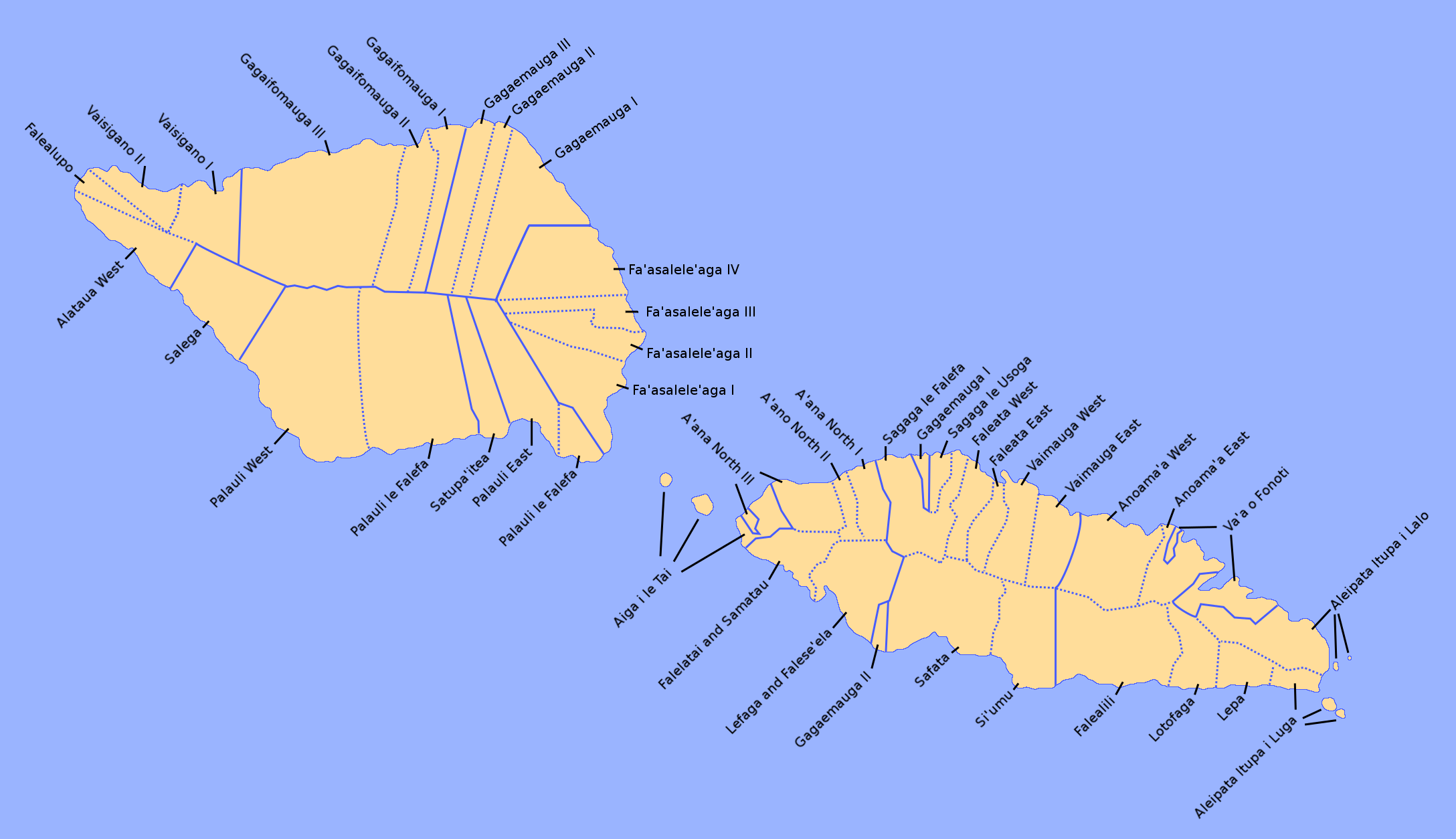
Faipule (Wahlbezirke) Samoas

Tuamasaga war traditionell in fünf Subdistrikte unterteilt, drei im Norden und zwei im Süden:
Subdistrikte mit Stadt Apia und Dörfern:
| Tuamasaga North                                                               |                                              |                                                                 |
| Vaimauga                                                                      | Valeata                                      | Sagaga                                                          |
| - Vaiala - Moataa - Magiagi - Vailele - Letogo - Laulii - Apia - Tanugamanono | - Vailoa - Lepea - Vaiusu - Vaimoso - Toamua | - Faleula - Malua - Malie - Afega - Tuanai - Leauvaa - Saleimoa |

| Tuamasaga South |                                                                                           |
| Siumu           | Safata                                                                                    |
| - Siumu         | - Mulivai - Fausaga - Tafitoala - Fusi - Vaie'e - Nuusuatia - Lotofaga - Sataoa - Saanapu |

## Dörfer
Liste der Dörfer (sowie der einzigen Stadt Apia) mit Einwohnerzahl, die im Bezirk Tuamasaga liegen:
| Dorf         | Einwohner | Anmerkungen       |
| ------------ | --------- | ----------------- |
| Apia (Stadt) | 36.735    | Hauptstadt Samoas |
| Malie        | 02.189    |                   |
| Vaiusu       | 02.043    |                   |
| Afega        | 01.895    |                   |

## Bevölkerungsentwicklung
Die Entwicklung der Bevölkerung in Tuamasaga von 1981 bis 2011. Die Zählungen fanden immer jeweils im November statt:
| 1981   | 1991   | 1991   | 2001   | 2011   |
| ------ | ------ | ------ | ------ | ------ |
| 64.845 | 68.074 | 83.191 | 85.112 | 89.582 |

## Sehenswertes

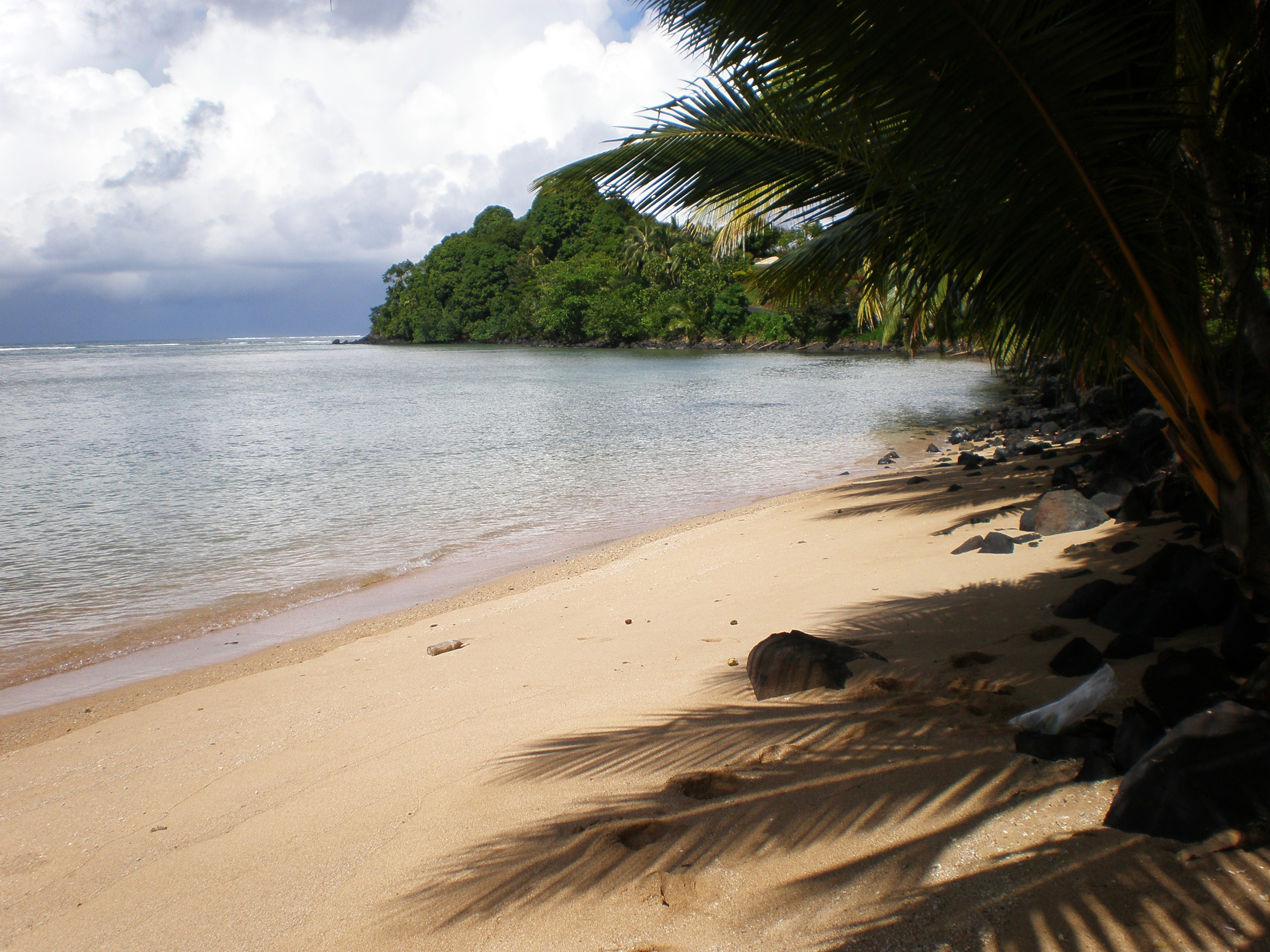
Strand an der Nordküste Tuamasagas

Sehenswert in dem Bezirk sind vor allem der Papapai-uta Wasserfall, das Secretariat of the Pacific Regional Environment Programme (SPREP), das Robert Louis Stevenson’s Museum, die Cross Island Road und das Bahá'í House of Worship.

## Trivia
Der schottische Schriftsteller Robert Louis Stevenson, der seine letzten Jahre auf Samoa verbrachte, und der samoanische Staatschef Tanumafili II. sind beide in diesem Bezirk Samoas begraben.